# Passatge Isabel
El Passatge Isabel és un conjunt urbà situat al barri de Vallcarca i els Penitents del districte de Gràcia de Barcelona, catalogat com a bé amb elements d'interès (categoria C).

## Història
El 1836, l'Ajuntament d'Horta, propietari de l'anomenat Camp dels Albes, va decidir urbanitzar-lo, obrint-hi un carrer dedicat a la reina Isabel II i establint en emfiteusi les parcel·les a diversos particulars, a canvi d'una renda anual o cens.
El passatge no tenia sortida fins al 2006, quan es construïren les escales que l'uneixen amb els Jardins de Maria Baldó.

## Descripció
Es tracta d'un passatge de vianants amb cases unifamiliars adossades i jardins a l'altra banda, amb entrada pel carrer de Sant Camil. Hi destaca l'edifici situat al centre, la Vil·la Esperanza (núm. 8), obra de l'arquitecte Andreu Audet i Puig (1893) i actualment propietat de l'artista Francesc Ruestes.

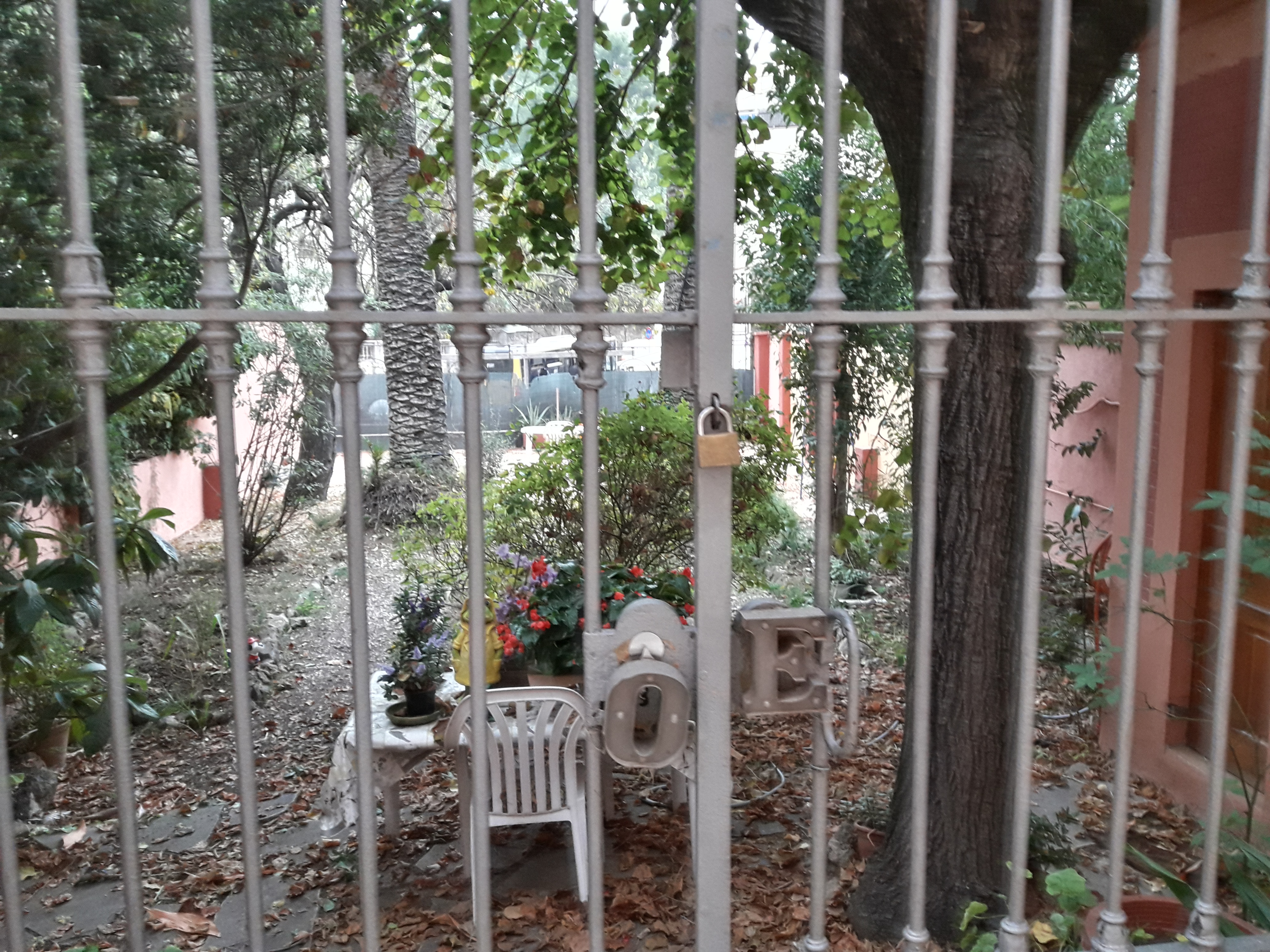
Un dels jardins del passatge